# Malo (Italia)
Malo es un municipio italiano de la provincia de Vicenza, perteneciente al Veneto. Lo atraviesa la carretera SP46.
Entre sus monumentos destaca la Villa Porto, una villa veneta renacentista diseñada por Andrea Palladio. El escritor italiano Luigi Meneghello nació en Malo en 1922, y lo rememora en su primer libro Libera nos a Malo. 

## Evolución demográfica
| Gráfica de evolución demográfica de Malo entre 1861 y 2001 |
|                                                            |
| Fuente ISTAT - elaboración gráfica de Wikipedia            |

## Hermanamientos
- Peuerbach, Austria, desde 1997